# Gustav Hellmann

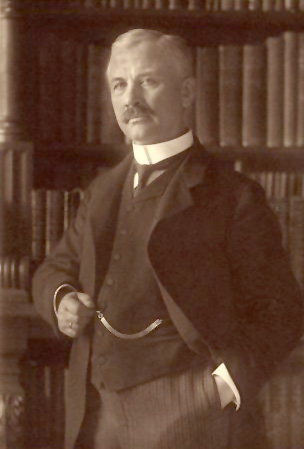

Gustav Johannes Georg Hellmann (Lewin Brzeski, 3 juli 1854 – Berlijn, 21 februari 1939) was een Duitse meteoroloog en klimatoloog.
Hij is bekend geworden door de regenmeter, die zijn naam draagt. Hij leeft verder voort in het hellmanngetal, een koudegetal, dat de maatstaf is voor de strengheid van een winterperiode. Dit getal is een maat voor de koude in het tijdvak van 1 november van het voorafgaande jaar tot en met 31 maart van het genoemde jaar. 